# Пёрселл, Ли
Ли Пёрселл (англ. Lee Purcell, род. 15 июня 1947) — американская актриса. Она получила первую известность после исполнения главной женской роли в фильме 1970 года «Адам в шесть утра» с Майклом Дугласом, а в последующие годы снялась в провальных фильмах «Грязный маленький Билли» (1972), «Малыш Блу» (1973) и «Мистер Маджестик» (1974).
Пёрселл за свою карьеру появилась в более чем семидесяти ролях на телевидении и в кино. Она добилась наибольшего успеха благодаря своим ведущим ролям в ряде сделанных для телевидения фильмах. Пёрселл дважды в карьере номинировалась на премию «Эмми»; за роли в телефильмах «Долгая дорога домой» (1991) и «Тайные грехи отца» (1994). Она сыграла роли Билли Дав в «Удивительный Говард Хьюз» (1977) и Оливии де Хэвилленд в «Легенда о Эрроле Флинне» (1985). Пёрселл также появилась в фильмах «Большая среда» (1978), «Буйнопомешанные» (1980), «Аэроплан II: Продолжение» (1982), «Бегство Эдди Мэйкона» (1983) и «Девушка из долины» (1983). На телевидении она была гостем в «Бонанза», «Доктор Маркус Уэлби», «Частный детектив Магнум», «Мэтлок» и «Она написала убийство». У Пёрселл также были второстепенные роли в сериалах «Строго на юг» и «Неизвестные лица».